# Фудзигути, Мицунори
Мицунори Фудзигути (藤口 光紀; род. 17 августа 1949, Маэбаси) — японский футболист. Выступал за сборную Японии.

## Клубная карьера
В 1974 году после окончания Университета Кейо Фудзигути присоединился к «Урава Ред Даймондс» (ранее — «Мицубиси Моторс»). Четыре года подряд клуб завоевывал серебро чемпионата. Но в 1978 году клуб выиграл все три главных титула в Японии; национальный чемпионат, Кубок лиги и Кубок Императора. Клуб также выиграл Кубок Императора 1980, Кубок лиги 1981 и чемпионат 1982 года. После этого сезона Фудзигути завершил карьеру. Он сыграл 127 матчей и забил 27 голов в чемпионате и трижды был включен в символическую сборную в сезонах 1974, 1975 и 1978 годов.

## Карьера в сборной
12 июля 1972 года, когда Фудзигути был студентом Университета Кейо, он дебютировал за сборную Японии против Камбоджи. Он выходил на поле в отборочных матчах к чемпионату мира 1974 года и квалификации к Кубку Азии 1976 года. В 1978 году он также был вызван в сборную на Азиатские игры, где провел 3 матча. Встреча с Южной Кореей на этом турнире стала его последней игрой за национальную команду. Всего футболист провел 26 матчей и забил 2 гола.

## Статистика

### В клубе
| Сезон | Клуб               | Лига   | Игры | Голы |
| ----- | ------------------ | ------ | ---- | ---- |
| 1974  | Урава Ред Даймондс | JSL D1 | 15   | 7    |
| 1975  | Урава Ред Даймондс | JSL D1 | 18   | 3    |
| 1976  | Урава Ред Даймондс | JSL D1 | 16   | 2    |
| 1977  | Урава Ред Даймондс | JSL D1 | 14   | 4    |
| 1978  | Урава Ред Даймондс | JSL D1 | 18   | 3    |
| 1979  | Урава Ред Даймондс | JSL D1 | 18   | 3    |
| 1980  | Урава Ред Даймондс | JSL D1 | 18   | 5    |
| 1981  | Урава Ред Даймондс | JSL D1 | 10   | 0    |
| 1982  | Урава Ред Даймондс | JSL D1 | 0    | 0    |
| Итого | Итого              | Итого  | 127  | 27   |

### В сборной
| Сборная Японии | Сборная Японии | Сборная Японии |
| Год            | Игры           | Голы           |
| -------------- | -------------- | -------------- |
| 1972           | 5              | 0              |
| 1973           | 2              | 0              |
| 1974           | 1              | 0              |
| 1975           | 4              | 0              |
| 1976           | 2              | 0              |
| 1977           | 0              | 0              |
| 1978           | 12             | 2              |
| Итого          | 26             | 2              |